# Fricassée d'iguane
La fricassée d'iguane est un plat traditionnel de la Guyane.
Il existe une variante avec de la viande de lézard.